# NEUTRINO
NEUTRINO（ニュートリノ）とは、ニューラルネットワークを活用した無料の音声合成（ボーカルシンセサイザー）ソフトである。

## 概要
SHACHIによって開発され、2020年2月22日にフリーウェアとして発表された。楽譜と歌詞のデータ (MusicXML) をそれぞれ入力することで自然に近い歌声がニューラル・ネットワークによって自動生成される。
開発に協力したデバッガーが投稿した動画によって、一般には主に「AIきりたん」として有名になった。
WindowsとMacに対応しているほか、Google Colaboratoryを用いてブラウザ上で動作するオンライン版も制作されている。
2022年4月22日より「NEUTRINO-Electron」として正式リリースが開始された。

## 音声ライブラリ
実装順に記載。なおダウンロード容量軽減のため、NEUTRINO本体に同梱される音声ライブラリは1～2種類となっており、その他の音声ライブラリは公式サイトから必要に応じてダウンロードする形となっている。
| 音声ライブラリ名 | 実装日                      | 性別 | 音声データ提供者 | 備考 |
| ---------------- | --------------------------- | ---- | ---------------- | --- |
| 東北きりたん     | 2020年02月22日 （初期実装） | 女声 | 茜屋日海夏       | - 研究用に無償公開されている「東北きりたん歌唱データベース」を用いて作成されたもの |
| 謡子（ようこ）   | 2020年02月22日 （初期実装） | 女声 | 非公開           | - NEUTRINOのフレームワークのひとつであるSinsyの音声データベースを転用したもの |
| JSUT             | 2020年06月12日              | 女声 | 非公開           | - 東京大学・猿渡研究室において、高道慎之介の主導で制作された「JSUTコーパス」を使用 |
| 東北イタコ       | 2020年09月18日              | 女声 | 木戸衣吹         | - 2020年7月に行われたクラウドファンディングの目標達成を受けて制作 |
| めろう（Merrow） | 2020年12月24日              | 女声 | 非公開           | - 初のNEUTRINOオリジナル音声ライブラリ - 「『キャラ感薄目・その辺にいそうな感じ』」というコンセプトで制作 |
| ナクモ           | 2021年04月23日              | 男声 | 非公開           | - 初の男声ライブラリ - コンセプトは「前髪重めな普通のバンドマン風」 |
| 東北ずん子       | 2021年07月05日              | 女声 | 佐藤聡美         | - 2021年1月～2月にかけて行われたクラウドファンディングの目標達成を受けて制作 - 同ファンディングに5,000円以上出資したユーザーには2週間前の2021年6月21日より先行配布                                                     |
| No.7（SEVEN）    | 2021年07月07日              | 女声 | 小岩井ことり     | - 音声データの制作にあたり、小岩井が自ら作詞・作曲し提供した50曲ほどの楽曲を使用 |
| 琴葉茜・琴葉葵   | 2022年04月25日              | 女声 | 榊原ゆい         | - エーアイの音声合成ソフト「A.I.VOICE」発売記念として制作 - Synthesizer V版と異なり、VOICEROID版と同様茜・葵それぞれに別々のライブラリが用意されている - A.I.VOICE購入ユーザーのみの限定配布、一般公開は行われていない |
| ずんだもん       | 2022年08月01日              | 女声 | 伊藤ゆいな       | - 2022年2月～3月に行われたクラウドファンディングの目標達成を受けて制作 - 同ファンディングに500円以上出資したユーザーには2週間前の2022年7月15日より先行配布                                                             |
| 四国めたん       | 2022年11月02日              | 女声 | 田中小雪         | - 2022年2月～3月に行われたクラウドファンディングの目標達成を受けて制作 |
| 夜語トバリ       | 2023年07月14日              | 女声 | 行成とあ         | - 2022年8月に行われたクラウドファンディングの目標達成を受けて制作 - A.I.VOICE購入ユーザーのみの限定配布、一般公開は行われていない                                                                                      |
| 大江戸ちゃんこ   | 2024年07月06日              | 女声 | 天野凜           | - 2024年1月～2月に行われたクラウドファンディングの追加ゴール達成を受けて制作 - 音声提供者はそれまで演じていた指出毬亜から変更されている                                                                                |
| ソウマ           | 2025年2月7日                | 男声 | 非公開           | |
| ルノ             | 2025年2月7日                | 男声 | 非公開           | |